# Gurdaha
Gurdaha är en ort i Indien.   Den ligger i distriktet North 24 Parganas och delstaten Västbengalen, i den östra delen av landet, 1 300 km sydost om huvudstaden New Delhi. Gurdaha ligger 8 meter över havet och antalet invånare är 13 103.
Terrängen runt Gurdaha är mycket platt. Runt Gurdaha är det mycket tätbefolkat, med 1 632 invånare per kvadratkilometer. Närmaste större samhälle är Badūria, 3,0 km öster om Gurdaha. Trakten runt Gurdaha består till största delen av jordbruksmark.